# I. e. 434
Évszázadok: i. e. 6. század – i. e. 5. század – i. e. 4. század
Évtizedek: i. e. 480-as évek – i. e. 470-es évek – i. e. 460-as évek – i. e. 450-es évek – i. e. 440-es évek – i. e. 430-as évek – i. e. 420-as évek – i. e. 410-es évek – i. e. 400-as évek – i. e. 390-es évek – i. e. 380-as évek
Évek: i. e. 439 – i. e. 438 – i. e. 437 – i. e. 436 –  i. e. 435 – i. e. 434 – i. e. 433 – i. e. 432 – i. e. 431 – i. e. 430 – i. e. 429

## Események
- Római consulok: C. Iulius Lullus és L. (vagy Proculus) Verginius Tricostus vagy M. Manlius Capitolinus és Q. Sulpicius Camerinus Praetextatus